# Berberis diaphana
Berberis diaphana là một loài thực vật có hoa trong họ Hoàng mộc. Loài này được Maxim. mô tả khoa học đầu tiên năm 1877.